# Signorino (singolo)
Signorino è un singolo del duo musicale italiano Santi Francesi, pubblicato il 25 marzo 2022.

## Descrizione
Il brano è scritto composto e prodotto dallo stesso duo musicale con Davide Pavanello, in arte Dade.

## Video musicale
Il video musicale, diretto da Flamminii Albani, è stato pubblicato il 26 marzo 2022 attraverso il canale YouTube del duo.

## Tracce
Testi e musiche di Alessandro De Santis, Mario Lorenzo Francese e Davide Pavanello.
1. Signorino – 2:58